# 2009-es atlétikai világbajnokság
A 2009-es atlétikai világbajnokságot augusztus 15. és augusztus 23. között rendezték Németország fővárosában, Berlinben. A férfiaknál 24, a nőknél 23 versenyszámot rendeztek. Az események többsége az Olimpiai Stadionban került lebonyolításra, míg a maraton és a gyaloglóversenyek rajtja és célvonala a Brandenburgi kapu volt. A rendezvény Berlin előző nagy atlétikai eseményére épített, az 1936. évi nyári olimpiai játékokra, melyen Jesse Owens négy aranyérmet nyert.

## Eseménynaptár
| F | Futamok | S | Selejtezők | E | Elődöntők | D | Döntő |

| Augusztus       | 15 | 16 | 17 | 18 | 19 | 20 | 21 | 22 | 23 |
| --------------- | -- | -- | -- | -- | -- | -- | -- | -- | -- |
| 100 m           | F  | D  |    |    |    |    |    |    |    |
| 200 m           |    |    |    | F  | E  | D  |    |    |    |
| 400 m           |    |    |    | F  | E  |    | D  |    |    |
| 800 m           |    |    |    |    |    | F  | E  |    | D  |
| 1500 m          | F  |    | E  |    | D  |    |    |    |    |
| 5000 m          |    |    |    |    |    | F  |    |    | D  |
| 10000 m         |    |    | D  |    |    |    |    |    |    |
| Maraton         |    |    |    |    |    |    |    | D  |    |
| 110 m gát       |    |    |    |    | F  | D  |    |    |    |
| 400 m gát       | F  | E  |    | D  |    |    |    |    |    |
| 3000 m akadály  |    | F  |    | D  |    |    |    |    |    |
| 4 × 100 m váltó |    |    |    |    |    |    | F  | D  |    |
| 4 × 400 m váltó |    |    |    |    |    |    |    | F  | D  |
| 20 km gyaloglás | D  |    |    |    |    |    |    |    |    |
| 50 km gyaloglás |    |    |    |    |    |    | D  |    |    |
| Távolugrás      |    |    |    |    |    | S  |    | D  |    |
| Hármasugrás     |    | S  |    | D  |    |    |    |    |    |
| Magasugrás      |    |    |    |    | S  |    | D  |    |    |
| Rúdugrás        |    |    |    |    |    | S  |    | D  |    |
| Súlylökés       | D  |    |    |    |    |    |    |    |    |
| Diszkoszvetés   |    |    |    | S  | D  |    |    |    |    |
| Kalapácsvetés   | S  |    | D  |    |    |    |    |    |    |
| Gerelyhajítás   |    |    |    |    |    |    | S  |    | D  |
| Tízpróba        |    |    |    |    |    | D  |    |    |    |

| Augusztus       | 15 | 16 | 17 | 18 | 19 | 20 | 21 | 22 | 23 |
| --------------- | -- | -- | -- | -- | -- | -- | -- | -- | -- |
| 100 m           |    | F  | D  |    |    |    |    |    |    |
| 200 m           |    |    |    |    | F  | E  | D  |    |    |
| 400 m           | F  | E  |    | D  |    |    |    |    |    |
| 800 m           |    | F  | E  |    | D  |    |    |    |    |
| 1500 m          |    |    |    | F  |    |    | E  |    | D  |
| 5000 m          |    |    |    |    | F  |    |    | D  |    |
| 10000 m         | D  |    |    |    |    |    |    |    |    |
| Maraton         |    |    |    |    |    |    |    |    | D  |
| 100 m gát       |    |    |    | F  | D  |    |    |    |    |
| 400 m gát       |    |    | F  | E  |    | D  |    |    |    |
| 3000 m akadály  | F  |    | D  |    |    |    |    |    |    |
| 4 × 100 m váltó |    |    |    |    |    |    | F  | D  |    |
| 4 × 400 m váltó |    |    |    |    |    |    |    | F  | D  |
| 20 km gyaloglás |    | D  |    |    |    |    |    |    |    |
| Távolugrás      |    |    |    |    |    |    | S  |    | D  |
| Hármasugrás     | S  |    | D  |    |    |    |    |    |    |
| Magasugrás      |    |    |    | S  |    | D  |    |    |    |
| Rúdugrás        | S  |    | D  |    |    |    |    |    |    |
| Súlylökés       |    | D  |    |    |    |    |    |    |    |
| Diszkoszvetés   |    |    |    |    | S  |    | D  |    |    |
| Kalapácsvetés   |    |    |    |    |    | S  |    | D  |    |
| Gerelyhajítás   |    | S  |    | D  |    |    |    |    |    |
| Hétpróba        |    | D  |    |    |    |    |    |    |    |

## Éremtáblázat

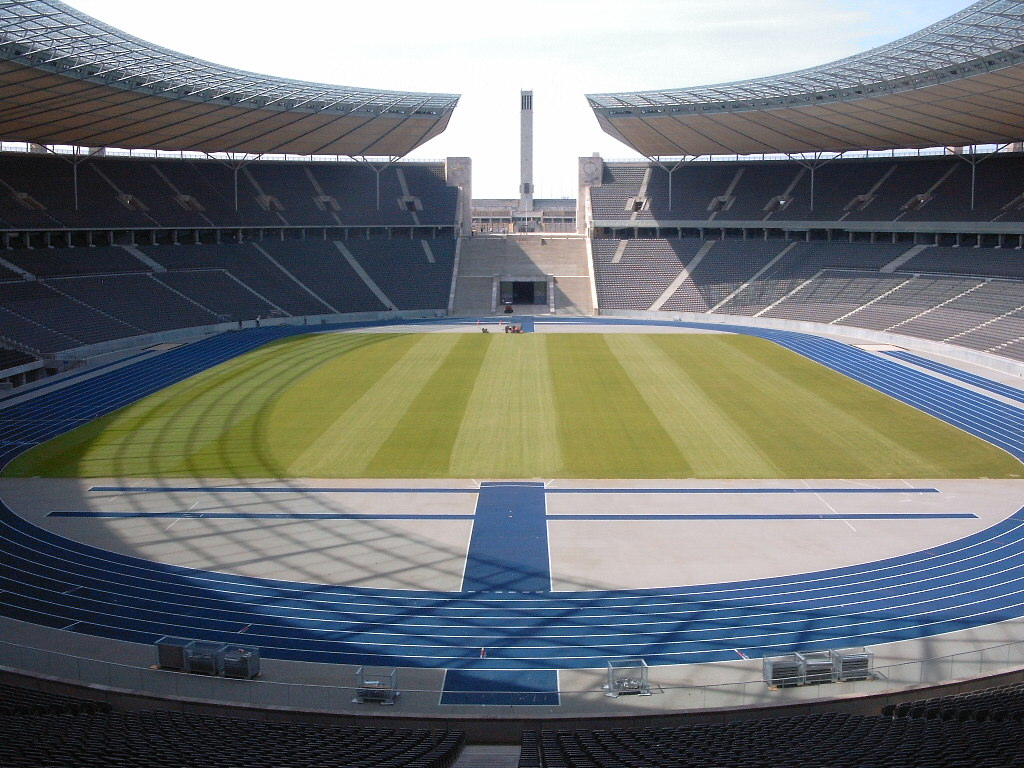
Az Olympiastadion Berlinben.

(A táblázatban a rendező nemzet eltérő háttérszínnel kiemelve.)
| Helyezés | Nemzet                  | Arany | Ezüst | Bronz | Összesen |
| 1.       | Egyesült Államok        | 10    | 6     | 6     | 22       |
| 2.       | Jamaica                 | 7     | 4     | 2     | 13       |
| 3.       | Kenya                   | 4     | 5     | 2     | 11       |
| 4.       | Oroszország             | 4     | 2     | 5     | 11       |
| 5.       | Lengyelország           | 2     | 4     | 2     | 8        |
| 6.       | Németország             | 2     | 3     | 4     | 9        |
| 7.       | Etiópia                 | 2     | 2     | 4     | 8        |
| 8.       | Nagy-Britannia          | 2     | 2     | 2     | 6        |
| 9.       | Dél-afrikai Köztársaság | 2     | 1     | 0     | 3        |
| 10.      | Ausztrália              | 2     | 0     | 2     | 4        |
| 11.      | Bahrein                 | 2     | 0     | 1     | 3        |
| 12.      | Kuba                    | 1     | 4     | 1     | 6        |
| 13.      | Kína                    | 1     | 1     | 2     | 4        |
| 14.      | Norvégia                | 1     | 1     | 0     | 2        |
| 15.      | Spanyolország           | 1     | 0     | 1     | 2        |
| 16.      | Barbados                | 1     | 0     | 0     | 1        |
| 16.      | Horvátország            | 1     | 0     | 0     | 1        |
| 16.      | Új-Zéland               | 1     | 0     | 0     | 1        |
| 16.      | Szlovénia               | 1     | 0     | 0     | 1        |
| 20.      | Franciaország           | 0     | 1     | 2     | 3        |
| 20.      | Trinidad és Tobago      | 0     | 1     | 2     | 3        |
| 22.      | Bahama-szigetek         | 0     | 1     | 1     | 2        |
| 22.      | Japán                   | 0     | 1     | 1     | 2        |
| 24.      | Kanada                  | 0     | 1     | 0     | 1        |
| 24.      | Ciprus                  | 0     | 1     | 0     | 1        |
| 24.      | Csehország              | 0     | 1     | 0     | 1        |
| 24.      | Eritrea                 | 0     | 1     | 0     | 1        |
| 24.      | Írország                | 0     | 1     | 0     | 1        |
| 24.      | Panama                  | 0     | 1     | 0     | 1        |
| 24.      | Portugália              | 0     | 1     | 0     | 1        |
| 24.      | Puerto Rico             | 0     | 1     | 0     | 1        |
| 32.      | Észtország              | 0     | 0     | 1     | 1        |
| 32.      | Mexikó                  | 0     | 0     | 1     | 1        |
| 32.      | Katar                   | 0     | 0     | 1     | 1        |
| 32.      | Románia                 | 0     | 0     | 1     | 1        |
| 32.      | Szlovákia               | 0     | 0     | 1     | 1        |
| 32.      | Törökország             | 0     | 0     | 1     | 1        |
| Összesen | Összesen                | 47    | 48    | 47    | 142      |

- Női rúdugrásban 2 ezüstérmet osztottak ki, bronzérmes nem volt.
- Férfi magasugrásban 2 bronzérmet osztottak ki.

## Érmesek
- WR – világrekord
- CR – világbajnoki rekord
- AR – kontinens rekord
- NR – országos rekord
- PB – egyéni rekord
- WL – az adott évben aktuálisan a világ legjobb eredménye
- SB – az adott évben aktuálisan az egyéni legjobb eredmény

### Férfi
| Versenyszám                                | Arany                                                                                | Arany        | Ezüst                                                                                  | Ezüst       | Bronz                                                                                            | Bronz        |
| ------------------------------------------ | ------------------------------------------------------------------------------------ | ------------ | -------------------------------------------------------------------------------------- | ----------- | ------------------------------------------------------------------------------------------------ | ------------ |
| 100 m Döntő: augusztus 16. 21:35           | Usain Bolt · Jamaica                                                                 | 9,58 WR      | Tyson Gay · Egyesült Államok                                                           | 9,71 NR     | Asafa Powell · Jamaica                                                                           | 9,84 SB      |
| 200 m Döntő: augusztus 20. 20:35           | Usain Bolt · Jamaica                                                                 | 19,19 WR     | Alonso Edward · Panama                                                                 | 19,81 AR    | Wallace Spearmon · Egyesült Államok                                                              | 19,85 SB     |
| 400 m Döntő: augusztus 21. 22:00           | LaShawn Merritt · Egyesült Államok                                                   | 44,06 WL     | Jeremy Wariner · Egyesült Államok                                                      | 44,60 SB    | Renny Quow · Trinidad és Tobago                                                                  | 45,02        |
| 800 m Döntő: augusztus 23. 17:25           | Mbulaeni Mulaudzi · Dél-afrikai Köztársaság                                          | 1:45,29      | Alfred Kirwa Yego · Kenya                                                              | 1:45,35     | Yusuf Saad Kamel · Brunei                                                                        | 1:45,35      |
| 1500 m Döntő: augusztus 19. 20:25          | Yusuf Saad Kamel · Brunei                                                            | 3:35,93      | Deresse Mekonnen · Etiópia                                                             | 3:36,01     | Bernard Lagat · Egyesült Államok                                                                 | 3:36,20      |
| 5000 m Döntő: augusztus 23. 16:25          | Kenenisa Bekele · Etiópia                                                            | 13:17,09     | Bernard Lagat · Egyesült Államok                                                       | 13:17,33    | James Kwalia C'Kurui · Katar                                                                     | 13:17,78     |
| 10 000 m Döntő: augusztus 17. 20:50        | Kenenisa Bekele · Etiópia                                                            | 26:46,31 CR  | Zersenay Tadese · Eritrea                                                              | 26:50,12 SB | Moses Ndiema Masai · Kenya                                                                       | 26:57,39 SB  |
| Maraton Döntő: augusztus 22. 11:45         | Abel Kirui · Kenya                                                                   | 2:06:54 CR   | Emmanuel Kipchirchir Mutai · Kenya                                                     | 2:07:48     | Tsegay Kebede · Etiópia                                                                          | 2:08:35      |
| 3000 m akadály Döntő: augusztus 18. 19:50  | Ezekiel Kemboi · Kenya                                                               | 8:00,43 CR   | Richard Kipkemboi Mateelong · Kenya                                                    | 8:00,89 PB  | Bouabdellah Tahri · Franciaország                                                                | 8:01,18 AR   |
| 110 m gát Döntő: augusztus 20. 20:55       | Ryan Brathwaite · Barbados                                                           | 13,14 NR     | Terrence Trammell · Egyesült Államok                                                   | 13,15       | David Payne · Egyesült Államok                                                                   | 13,15        |
| 400 m gát Döntő: augusztus 18. 20:50       | Kerron Clement · Egyesült Államok                                                    | 47,91 WL     | Javier Culson · Puerto Rico                                                            | 48,09 NR    | Bershawn Jackson · Egyesült Államok                                                              | 48,23        |
| 4 × 100 m váltó Döntő: augusztus 22. 20:50 | Jamaica · Steve Mullings · Michael Frater · Usain Bolt · Asafa Powell                | 37,31 CR     | Trinidad és Tobago · Darrel Brown · Marc Burns · Emmanuel Callender · Richard Thompson | 37,62 NR    | Egyesült Királyság · Simeon Williamson · Tyrone Edgar · Marlon Devonish · Harry Aikines-Aryeetey | 38,02 SB     |
| 4 × 400 m váltó Döntő: augusztus 23. 18:15 | Egyesült Államok · Angelo Taylor · Jeremy Wariner · Kerron Clement · LaShawn Merritt | 2:57,86 WL   | Egyesült Királyság · Conrad Williams · Michael Bingham · Robert Tobin · Martyn Rooney  | 3:00,53 SB  | Ausztrália · John Steffensen · Ben Offereins · Tristan Thomas · Sean Wroe                        | 3:00,90 SB   |
| 20 km gyaloglás Döntő: augusztus 15. 13:00 | Valerij Borcsin · Oroszország                                                        | 1:18:41      | Hao Vang · Kína                                                                        | 1:19:06 PB  | Eder Sánchez · Mexikó                                                                            | 1:19:22 SB   |
| 50 km gyaloglás Döntő: augusztus 21. 09:10 | Szergej Kirgyapkin · Oroszország                                                     | 3:38:35 WL   | Trond Nymark · Norvégia                                                                | 3:41:16 NR  | Jesús Angel García · Spanyolország                                                               | 3:41:37 SB   |
| Magasugrás Döntő: augusztus 21. 20:15      | Jaroszlav Ribakov · Oroszország                                                      | 232 cm       | Kiriakosz Ioannou · Ciprus                                                             | 232 cm SB   | Sylwester Bednarek · Lengyelország                                                               | 232 cm PB    |
| Magasugrás Döntő: augusztus 21. 20:15      | Jaroszlav Ribakov · Oroszország                                                      | 232 cm       | Kiriakosz Ioannou · Ciprus                                                             | 232 cm SB   | Raul Spank · Németország                                                                         | 232 cm PB    |
| Rúdugrás Döntő: augusztus 22. 18:15        | Steven Hooker · Ausztrália                                                           | 590 cm       | Romain Mesnil · Franciaország                                                          | 585 cm SB   | Renaud Lavillenie · Franciaország                                                                | 580 cm       |
| Távolugrás Döntő: augusztus 22. 18:05      | Dwight Phillips · Egyesült Államok                                                   | 854 cm       | Godfrey Khotso Mokoena · Dél-afrikai Köztársaság                                       | 847 cm      | Mitchell Watt · Ausztrália                                                                       | 837 cm       |
| Hármasugrás Döntő: augusztus 18. 18:05     | Phillips Idowu · Nagy-Britannia                                                      | 17,73 m WL   | Nelson Évora · Portugália                                                              | 17,55 m     | Alexis Copello · Kuba                                                                            | 17,36 m      |
| Súlylökés Döntő: augusztus 15. 20:15       | Christian Cantwell · Egyesült Államok                                                | 22,03 m WL   | Tomasz Majewski · Lengyelország                                                        | 21,91 m     | Ralf Bartels · Németország                                                                       | 21,37 m PB   |
| Diszkoszvetés Döntő: augusztus 19. 20:10   | Robert Harting · Németország                                                         | 69,43 m PB   | Piotr Małachowski · Lengyelország                                                      | 69,15 m NR  | Gerd Kanter · Észtország                                                                         | 66,88 m      |
| Kalapácsvetés Döntő: augusztus 17. 18:05   | Primož Kozmus · Szlovénia                                                            | 80,84 m SB   | Szymon Ziółkowski · Lengyelország                                                      | 79,30 m SB  | Alekszej Zagornyi · Oroszország                                                                  | 78,09 m      |
| Gerelyhajítás Döntő: augusztus 23. 16:20   | Andreas Thorkildsen · Norvégia                                                       | 89,59 m SB   | Guillermo Martínez · Kuba                                                              | 86,41 m SB  | Yukifumi Murakami · Japán                                                                        | 82,97 m      |
| Tízpróba Versenyek: augusztus 19.-20.      | Trey Hardee · Egyesült Államok                                                       | 8790 pont WL | Leonel Suárez · Kuba                                                                   | 8640 pont   | Alekszander Pogorelov · Oroszország                                                              | 8528 pont PB |

### Női
| Versenyszám                                | Arany                                                                            | Arany        | Ezüst                                                                                                | Ezüst        | Bronz                                                                                                 | Bronz        |
| ------------------------------------------ | -------------------------------------------------------------------------------- | ------------ | --- | ------------ | --- | ------------ |
| 100 m Döntő: augusztus 17. 21:35           | Shelly-Ann Fraser · Jamaica                                                      | 10,73 WL     | Kerron Stewart · Jamaica                                                                             | 10,75 PB     | Carmelita Jeter · Egyesült Államok                                                                    | 10,90        |
| 200 m Döntő: augusztus 21. 21:40           | Allyson Felix · Egyesült Államok                                                 | 22,02        | Veronica Campbell-Brown · Jamaica                                                                    | 22,35        | Debbie Ferguson-McKenzie · Bahama-szigetek                                                            | 22,41        |
| 400 m Döntő: augusztus 18. 19:35           | Sanya Richards · Egyesült Államok                                                | 49,00 WL     | Shericka Williams · Jamaica                                                                          | 49,32 PB     | Antonyina Krivosapka · Oroszország                                                                    | 49,71        |
| 800 m Döntő: augusztus 19. 21:35           | Caster Semenya · Dél-afrikai Köztársaság                                         | 1:55,45 WL   | Janeth Jepkosgei · Kenya                                                                             | 1:57,90 SB   | Jennifer Meadows · Nagy-Britannia                                                                     | 1:57,93 PB   |
| 1500 m Döntő: augusztus 23. 17:00          | Maryam Yusuf Jamal · Brunei                                                      | 4:03,74      | Lisa Dobriskey · Nagy-Britannia                                                                      | 4:03,75      | Shannon Rowbury · Egyesült Államok                                                                    | 4:04,18      |
| 5000 m Döntő: augusztus 22. 19:35          | Vivian Cheruiyot · Kenya                                                         | 14:57,97     | Sylvia Jebiwott Kibet · Kenya                                                                        | 14:58,33     | Meseret Defar · Etiópia                                                                               | 14:58,41     |
| 10 000 m Döntő: augusztus 15. 19:25        | Linet Chepkwemoi Masai · Kenya                                                   | 30:51,24 SB  | Meselech Melkamu · Etiópia                                                                           | 30:51,34     | Wude Ayalew · Etiópia                                                                                 | 30:51,95     |
| Maraton Döntő: augusztus 23. 11:15         | Xue Bai · Kína                                                                   | 2:25:15 SB   | Yoshimi Ozaki · Japán                                                                                | 2:25:25 SB   | Aselefech Mergia · Etiópia                                                                            | 2:25:32      |
| 3000 m akadály Döntő: augusztus 17. 20:30  | Marta Domínguez · Spanyolország                                                  | 9:07,32 WL   | Julija Zarudneva · Oroszország                                                                       | 9:08,39 PB   | Milcah Chemos Cheywa · Kenya                                                                          | 9:08,57 PB   |
| 100 m gát Döntő: augusztus 19. 21:15       | Brigitte Foster-Hylton · Jamaica                                                 | 12,51 SB     | Priscilla Lopes-Schliep · Kanada                                                                     | 12,54        | Delloreen Ennis-London · Jamaica                                                                      | 12,55 SB     |
| 400 m gát Döntő: augusztus 20. 20:15       | Melaine Walker · Jamaica                                                         | 52,42 CR     | Lashinda Demus · Egyesült Államok                                                                    | 52,96        | Josanne Lucas · Trinidad és Tobago                                                                    | 53,20 NR     |
| 4x100 m váltó Döntő: augusztus 22. 20:00   | Jamaica · Simone Facey · Shelly-Ann Fraser · Aleen Bailey · Kerron Stewart       | 42,06        | Bahama-szigetek · Sheniqua Ferguson · Chandra Sturrup · Christine Amertil · Debbie Ferguson-McKenzie | 42,29 SB     | Németország · Marion Wagner · Anne Möllinger · Cathleen Tschirch · Verena Sailer                      | 42,87 SB     |
| 4x400 m váltó Döntő: augusztus 23. 17:50   | Egyesült Államok · Debbie Dunn · Allyson Felix · Lashinda Demus · Sanya Richards | 3:17,83 WL   | Jamaica · Rosemarie Whyte · Novlene Williams-Mills · Shereefa Lloyd · Shericka Williams              | 3:21,15 SB   | Oroszország · Anasztaszia Kapacsinszkaja · Tatyana Firova · Ljudmila Litvinova · Antonyina Krivosapka | 3:21,64 SB   |
| 20 km gyaloglás Döntő: augusztus 16. 12:00 | Olga Kaniszkina · Oroszország                                                    | 1:28:09      | Olive Loughnane · Írország                                                                           | 1:28:58 SB   | Hong Liu · Kína                                                                                       | 1:29:10 SB   |
| Magasugrás Döntő: augusztus 20. 19:10      | Blanka Vlašić · Horvátország                                                     | 204 cm       | Anna Csicserova · Oroszország                                                                        | 202 cm SB    | Ariane Friedrich · Németország                                                                        | 202 cm       |
| Rúdugrás Döntő: augusztus 17. 18:45        | Anna Rogowska · Lengyelország                                                    | 475 cm       | Monika Pyrek · Lengyelország                                                                         | 465 cm       | nem adták ki                                                                                          |              |
| Rúdugrás Döntő: augusztus 17. 18:45        | Anna Rogowska · Lengyelország                                                    | 475 cm       | Chelsea Johnson · Egyesült Államok                                                                   | 465 cm SB    | nem adták ki                                                                                          |              |
| Távolugrás Döntő: augusztus 23. 16:15      | Brittney Reese · Egyesült Államok                                                | 710 cm WL    | |              | Karin Melis Mey · Törökország                                                                         | 680 cm       |
| Hármasugrás Döntő: augusztus 17. 20:00     | Yargelis Savigne · Kuba                                                          | 14,95 m      | Mabel Gay · Kuba                                                                                     | 14,61 m SB   | Anna Pyatykh · Oroszország                                                                            | 14,58 m      |
| Súlylökés Döntő: augusztus 16. 20:20       | Valerie Vili · Új-Zéland                                                         | 20,44 m      | Nadine Kleinert · Németország                                                                        | 20,20 m PB   | Lijiao Gong · Kína                                                                                    | 19,89 m PB   |
| Diszkoszvetés Döntő: augusztus 21. 21:15   | Dani Samuels · Ausztrália                                                        | 65,44 m PB   | Yarelis Barrios · Kuba                                                                               | 65,31 m SB   | Nicoleta Grasu · Románia                                                                              | 65,20 m SB   |
| Kalapácsvetés Döntő: augusztus 22. 19:30   | Anita Wlodarczyk · Lengyelország                                                 | 77,96 m WR   | Betty Heidler · Németország                                                                          | 77,12 m NR   | Martina Hrasnová · Szlovákia                                                                          | 74,79 m      |
| Gerelyhajítás Döntő: augusztus 18. 19:25   | Steffi Nerius · Németország                                                      | 67,30 m SB   | Barbora Špotáková · Csehország                                                                       | 66,42 m      | |              |
| Hétpróba Versenyek: augusztus 15.-16.      | Jessica Ennis · Nagy-Britannia                                                   | 6731 pont WL | Jennifer Oeser · Németország                                                                         | 6493 pont PB | Kamila Chudzik · Lengyelország                                                                        | 6471 pont SB |

A gerelyhajításban harmadik orosz Marija Abakumovát (66,06 m) 2018-ban, dopping mintáinak újraelemzése után megfosztották bronzérmétől. A távolugrásban második orosz Tatyjana Lebegyevát (697 cm) 2018-ban, dopping mintáinak újraelemzése után megfosztották ezüstérmétől.

## A magyar sportolók eredményei
Magyarország a világbajnokságon 11 sportolóval képviseltette magát. Érmet nem sikerült nyerni.